# یکی مثل من
یکی مثل من یک مجموعه تلویزیونی محصول سال ۱۳۸۲ به کارگردانی محسن شاه‌محمدی، نویسندگی مهدی سجاده‌چی و تهیه‌کنندگی سیدجمال ساداتیان می‌باشد که در ۳۰ قسمت در رمضان ۱۳۸۲ از شبکه اول تلویزیون ایران پخش شد و همچنین از ۳۱ خرداد ۱۳۹۷ نیز از شبکه آی‌فیلم ۲ بازپخش شد.

## خلاصه داستان
مریم (رزیتا غفاری) برای سروسامان دادن به زندگی خود و آینده فرزندی که در آستانه تولد است، تلاش می‌کند. او با همسرش محمود (مهدی میامی) زندگی می‌کند. محمود از راه‌های خلاف متعددی امرار معاش می‌کند. نارضایتی مریم از این وضع سبب می‌شود برای تغییر رفتار محمود تلاش کند.

## بازیگران
| بازیگران          | نقش‌ها                               |
| ----------------- | ----------------------------------- |
| رزیتا غفاری       | مریم رضایی                          |
| مهدی میامی        | محمود، شوهر مریم                    |
| شاه‌علی سرخانی     | سیا                                 |
| غلامرضا اصانلو    | رحیمی، صاحبکار مریم                 |
| غلامرضا صادقی     | وکیل محمود                          |
| فرید کلهر         | فرید، دوست سیا                      |
| لیلا بلوکات       | پروانه، دوست مریم                   |
| لیلی سلیمانی      | شادی                                |
| رامسین کبریتی     | جمشید                               |
| معصومه آقاجانی    | سودابه                              |
| صفا آقاجانی       | خان جون، مادر سودابه، جمشید و فرهاد |
| پریسا گلدوست      | افسانه                              |
| مریم سلطانی       | ندا، همسر جمشید                     |
| نسترن سالار       | سارا، همسر فرهاد                    |
| مهوش وقاری        | خاله جون، خواهر خان جون و مادر شادی |
| هادی مهدی‌کیا      | آقای احسانی، وکیل مقتول             |
| غلامرضا فهیم نژاد | صاحب رستوران                        |
| فرهاد مهادیان     | فرهاد                               |
| زهره حمیدی        | خانم افشار                          |